# مطار عنابة - رابح بيطاط
مطار عنابة - رابح بيطاط، هو مطار دولي يقع بمدينة عنابة في شرق الجزائر، سمي نسبة للرئيس الجزائري الراحل رابح بيطاط.

## تاريخ
يرجع تاريخ إنشاء مطار عنابة إلى الحرب العالمية الثانية وذلك عندما قام الاحتلال الفرنسي للجزائر ببناء هذا المطار تزامناً مع بدأ قوات الحلفاء عملياتها في شمال أفريقيا. وابتداء من سنة 2000، أصبح المطار يحمل اسم رئيس الجمهورية الجزائرية رابح بيطاط وفقا للمرسوم الرئاسي الذي أصدره الرئيس السابق عبد العزيز بوتفليقة والقاضي بإطلاق اسم الرئيس الراحل رابح بيطاط على مطار عنابة الدولي.
في سنة 2016، وصل عدد المسافرين في مطار عنابة رابح بيطاط الدولي إلى 709 530 مسافر.

## تجهيزات المطار

### المدرج
يمتلك مطار عنابة الدولي مدرجين، المدرج الأساسي 07L/25R يبلغ طوله 4000 متر بعرض 60 م مسطح بـالإسفلت والمدرج الثانوي 07R/25L طوله 2500 متر بعرض 60م.

## شركات الطيران
| شركات الطيران           | الوجهات                                                                              |
| ----------------------- | ------------------------------------------------------------------------------------ |
| الخطوط الجوية الجزائرية | الجزائر، وهران، إسطنبول، باريس أورلي، باريس شارل ديغول، مارسيليا، ليون، المدينة، جدة |
| طيران الطاسيلي          | الجزائر، الوادي                                                                      |